# Citaman Jernih
Citaman Jernih is een bestuurslaag in het regentschap Serdang Bedagai van de provincie Noord-Sumatra, Indonesië. Citaman Jernih telt 6714 inwoners (volkstelling 2010).